# Katrien Aerts
Katrien Aerts (ur. 18 marca 1976) – belgijska narciarka, specjalistka narciarstwa dowolnego. Jak dotąd nie startowała na igrzyskach olimpijskich i  na Mistrzostwach Świata. Najlepsze wyniki w Pucharze Świata osiągnęła w sezonie 2010/2011, kiedy to wywalczyła swoje pierwsze podium zajmując trzecie miejsce w halfpipe'e.

## Sukcesy

### Puchar Świata

#### Miejsca w klasyfikacji generalnej
- 2005/2006 – 72.
- 2007/2008 – 91.
- 2008/2009 – 70.
- 2010/2011 –

#### Miejsca na podium
1. Kreischberg – 21 stycznia 2011 (Halfpipe) – 3. miejsce